# Depresiunea Jijila
Depresiunea Jijila este o depresiune marginală situată în nord-vestul munților Măcinului.

## Date geografice
Este situată  între extremitățile nord-vestice ale anticlinalelor Munților Măcinului, (Garvăn -Țutuiatul - Negoiu – situat la nord-est și Culmea Pricopanului — situată la sud-vest), având caracter de depresiune longitudinală adaptată la structura pe linia de falie. Este axata pe valea cu acelasi nume care o drenează până la Lacul Jijila, care ocupă sectorul depresionar spre Lunca Dunării
Comunică la est prin Pasul Garvăn cu Depresiunea Luncavița și la sud prin Pasul Sărărica cu zona orașului Măcin. Are ca axă principală de transport rutier DN22 (pe porțiunea Tulcea – Măcin) și adăpostește satul Jijila.